# Shadow Hearts
Shadow Hearts (яп. シャドウハーツ Сядоуха:цу, с англ. Теневые сердца) — компьютерная ролевая игра, разработанная студией Sacnoth и изданная компанией Aruze в Японии и Midway Games в Северной Америке и Европе. Релиз состоялся на PlayStation 2 в 2001 году. Действие Shadow Hearts происходит в 1913 году в сеттинге альтернативной истории; сюжетно игра является продолжением Koudelka (1999), предыдущей игры студии. Сеттинг сочетает элементы альтернативной истории и мистики, вдохновлённой творчеством Г. Ф. Лавкрафта. Главными героями являются Юрий Хюга, гармониксер, способный превращаться в различных существ, и Элис Эллиот, владеющая магией. Игровой процесс сочетает исследование локаций и пошаговые бои. Важным элементом геймплея является система QTE под названием «Кольцо правосудия», определяющая успешность того или иного действия.

## Игровой процесс
Shadow Hearts представляет собой японскую ролевую игру с управлением отрядом персонажей. Мир игры состоит из отдельных локаций, становящихся доступными по мере прохождения. Перемещение между открытыми локациями осуществляется посредством карты мира; при этом часть из них после определённого момента становится недоступна. Игрок может общаться с неигровыми персонажами, торговать, решать головоломки, а также находить новую экипировку и расходные предметы, находящиеся в сундуках или в окружении локаций.
Враги в игре не отображаются на локациях, и бои начинаются случайным образом. Всего в игре шесть играбельных персонажей, однако в сражениях принимает участие не более трёх. Бои проходят в пошаговом режиме; каждый персонаж в свой ход может атаковать врага, использовать способность или расходный предмет или защищаться. Важную роль при этом играет система «Кольцо правосудия» (англ. Judgment Ring). При выборе действия на экране появляется циферблат, на котором разными цветами отмечено несколько секторов. Игроку необходимо остановить движущуюся стрелку в них, чтобы успешно выполнить действие. В зависимости от успешности выполнения QTE персонаж может выполнить действие, получить бонус (нанести больший урон или восстановить больше здоровья) или пропустить ход. Эта же система используется и в других аспектах игры; к примеру, при торговле можно с её помощью получить скидку или продать товары дороже. За победу в бою персонажи получают очки опыта, деньги и предметы.
У каждого персонажа есть параметры очков жизни, определяющий максимальный урон, который персонаж может получить, очков маны, расходуемых на применение способностей, и очков рассудка. Последний показатель уменьшается каждый ход; если он опустится до нуля, персонаж выходит из-под контроля игрока.
В игре также присутствует особая локация — кладбище, олицетворяющее собой внутренний мир Юрия. Здесь он может получать облики новых монстров и уменьшать уровень злобы.

## Сюжет

### Персонажи
- Юрий Хюга (яп. ウルムナフ・ボルテ・ヒューガ Урумунафу Борутэ Хю:га, англ. Yuri Hyuga)
- Элис Эллиот (яп. アリス・エリオット Арису Эриотто, англ. Alice Elliot)
- Ли Чжучжэнь (яп. りゅう しゅしん Рюу Сюсин, англ. Li Zhuzhen)
- Маргарета Гертруда Зелле (яп. マルガリータ・G・ツェル Маругари:та Дзи Цэру, англ. Margarete Gertrude Zelle)
- Кит Валентайн (яп. キース・ヴァレンティーナ Ки:су Варэнти:на, англ. Keith Valentine)
- Хэлли Брэнкетт (яп. ハリー・プランケット Хари: Пуранкэтто, англ. Halley Brankett)
- Ёсико Кавасима (яп. かわしま・よしこ Кавасима Ёсико, англ. Yoshiko Kawashima)
- Альберт Саймон (яп. アルバート・サイモン Аруба:то Саимон, англ. Albert Simon)

### История
Действие игры происходит в 1913 году, через 15 лет после событий Koudelka.

## Разработка и выпуск
Режиссёр Мацудзо Матида в качестве источников вдохновения для сюжета называл Говарда Филлипса Лавкрафта и Го Нагаи.

## Отзывы и продажи
| Сводный рейтинг    | Сводный рейтинг |
| Агрегатор          | Оценка          |
| ------------------ | --------------- |
| GameRankings       | 76,22 %         |
| Metacritic         | 73/100          |
| Иноязычные издания |                 |
| Издание            | Оценка          |
| EGM                | 6,7/10          |
| Game Informer      | 7,75/10         |
| GamePro            | 3,5/5           |
| GameSpot           | 7,9/10          |
| GameSpy            | 86/100          |
| GameZone           | 7,75/10         |
| IGN                | 5,5/10          |
| OPM                | 4/5             |

Игра получила положительные отзывы прессы; средний балл составил 73/100 на Metacritic и 76,22% на GameRankings. При этом продажи игры оказались неудачными; на них существенно повлияло то, что она была выпущена за несколько недель до Final Fantasy X.

## Продолжения
В 2004 году было выпущено продолжение Shadow Hearts: Covenant, в 2005 — Shadow Hearts: From the New World.
В 2022 году студия Yukikaze, основанная Мацудзо Матидой, объявила о разработке игры Penny Blood, позиционирующейся как духовный наследник серии Shadow Hearts. Кроме Матиды, над игрой также работают художница Мияко Като и композитор Ёситака Хирота. 29 августа на сервисе Kickstarter была запущена совместная со студией Wild Bunch Productions кампания по сбору средств. Всего было собрано ¥ 379,328,385. Выход игры запланирован на 2025 год.